# Округ Рејбун (Џорџија)
Рејбун (енгл. Rabun County) је округ у америчкој савезној држави Џорџија.

## Демографија
По попису из 2010. године број становника је 16.276, што је 1.226 (8,1%) становника више него 2000. године.
| Група             | 2000.          | 2010.          |
| Белци             | 14.023 (93,2%) | 14.468 (88,9%) |
| Афроамериканци    | 119 (0,8%)     | 156 (1,0%)     |
| Азијати           | 57 (0,4%)      | 116 (0,7%)     |
| Хиспаноамериканци | 683 (4,5%)     | 1.301 (8,0%)   |
| Укупно            | 15.050         | 16.276         |